# Windows NT 3.51
Windows NT 3.51 es tercer lanzamiento de la versión descontinuada de Microsoft Windows NT en la línea de sistemas operativos del mismo. Fue publicado el 30 de mayo de 1995, nueve meses después de Windows NT 3.5 y tres antes de Windows 95. La liberación proporcionó dos notables mejoras: en primer lugar NT 3.51 fue el primero de una efímera salida de Microsoft Windows en la arquitectura PowerPC. El segundo cambio más importante que se ofrece en esta versión, es que provee soporte para la operación cliente/servidor con Windows 95. Fue sucedido un año después a su lanzamiento por Windows NT 4.0; Microsoft siguió dando soporte a 3.51 hasta el 31 de diciembre de 2001.

## Descripción
El lanzamiento de Windows NT 3.51 se denominó "la versión PowerPC" en Microsoft. La intención inicial era publicar una edición de NT 3.5 para PowerPC, pero de acuerdo a David Thompson quien trabajaba en ese entonces en Microsoft, "básicamente nos sentamos durante 9 meses corrigiendo errores mientras esperamos que IBM finalizara el hardware PowerPC". Adicionalmente, se liberaron ediciones de NT 3.51 para arquitecturas Intel x86, MIPS, y DEC Alpha.
Las nuevas características introducidas en Windows NT 3.51 incluyen soporte PCMCIA, compresión de archivos para NTFS. Winlogon remplazable, soporte 3D para OpenGL, rutas IP persistentes cuando se utiliza TCP/IP, muestra de descripciones textuales ("tooltips"), cuando se coloca el puntero del mouse sobre los botones en las barras de herramientas y soporte para controles comunes con Windows 95.
A pesar de la gran diferencia en el núcleo base, Windows NT 3.51 es capaz de ejecutar un gran número de aplicaciones Win32 diseñadas para Windows 95. Las aplicaciones de 32 bits no funcionaran ya que los desarrolladores han impedido que se puedan ejecutar en cualquier versión de Windows anterior a Windows 98, además existen algunas aplicaciones que no funcionan bien con la interfaz antigua de Windows NT 3.51. A pesar de ello, Microsoft en sus aplicaciones cubrió el problema, publicando versiones 32-bits de Microsoft Office hasta la versión Office 97 SR2b, sin embargo, utilizando versiones 16 bits de la tecnología Internet Explorer. Esto se debió probablemente a que las versiones a partir de Internet Explorer 4.0 se integraron a la interfaz de escritorio de Windows 95, mientras que NT 3.51 aun utilizaba el escritorio de Windows 3.1. En adelante, se continuaron ofreciendo versiones de Internet Explorer hasta la 5.0, finalizando así el soporte del sistema en esta aplicación.

## NewShell
El 26 de mayo de 1995, Microsoft liberó una versión de prueba de actualización, bajo el nombre de Shell Technology Preview, y comúnmente se refiere a ella como "NewShell". Esta fue la primera encarnación de la GUI moderna de Windows con barra de tareas y el menú de Inicio. Fue diseñada para reemplazar el Windows 3.x Program Manager/File Manager basado en un shell, por una interfaz gráfica de usuario basada en el Explorador de Windows. La liberación proveyó de características muy similares a las que poseía la shell Windows "Chicago"(nombre clave de Windows 95) durante su final en fase beta; sin embargo, estaba previsto que no fuera nada más que una prueba. Existió una segunda liberación pública, ofrecida a usuarios de MSDN y CompuServe el 8 de agosto de 1995. Ambas liberaciones contenían compilaciones con Explorador de Windows de la versión 3.51.1053.1. El programa Shell Technology Preview no fue completado bajo NT 3.51. El programa completo fue trasladado al grupo de desarrollo de Cairo que finalmente integró el diseño de un nuevo shell dentro del código de NT con la liberación de NT 4.0 en julio de 1996.
Cinco Service Packs fueron liberadas para NT 3.51, que introdujeron correcciones y nuevas características. El Service Pack 5, por ejemplo, corrigió el Problema del año 2000.
NT 3.51 fue el último en la línea capaz de correr sobre un procesador Intel 80386. Esto y su habilidad de utilizar particiones HPFS (las cuales Windows 2000 y posteriores no podían), y su habilidad de ejecutar al menos algunos de las API de controles comunes, hacen que aún encuentre lugar para el uso ocasional en algunas máquinas antiguas. Windows NT 3.51, así como otras versiones de Windows NT 3.x posee cierta compatibilidad con aplicaciones de OS/2 1.x; sin embargo, estas eran solamente de modo texto.

## Requerimientos de hardware
| Categoría              | Requerimientos Mínimos                                     |
| ---------------------- | ---------------------------------------------------------- |
| Procesador             | Intel 386 o 486 a 25 MHz                                   |
| Memoria                | Edición Workstation: 12 MB Edición Server: 16 MB           |
| Tarjeta gráfica        | VGA                                                        |
| Estándar de Disco duro | IDE, EIDE, SCSI o ESDI                                     |
| Espacio libre en disco | 90 MB                                                      |
| Dispositivo de inicio  | CD-ROM, 1.44 MB o 1.2 MB Disquete o conexión de red activa |

Esquemas de direccionamiento soportados en EIDE incluyen Supported EIDE addressing schemes include direccionamiento de bloque lógico (LBA), ONTrack Disk Manager, EZDrive, y cilindro-cabezal-sector extendido (ECHS).